# 250 Беттіна
250 Беттіна (250 Bettina) — астероїд головного поясу, відкритий 3 вересня 1885 року Йоганном Палізою у Відні.
Тіссеранів параметр щодо Юпітера — 3,157.